# Sylvain Bemba
Pour les articles homonymes, voir Bemba.
Sylvain Ntari-Bemba, né le 17 février 1934 à Sibiti (République du Congo) et mort le 8 juillet 1995 à Paris 5e, est un romancier, dramaturge, essayiste, journaliste et musicien congolais.

## Biographie
À sa sortie de l'École d'administration, Sylvain Bemba commence sa vie professionnelle à la Direction des finances. Il rédige des chroniques sportives pour un hebdomadaire catholique de Brazzaville. Plus tard, le comité de lecture de Liaison, une revue « qui a joué un rôle capital dans la vie culturelle de notre région[Laquelle ?] », l'invite à rejoindre leur équipe : «J’étais très impressionné, à côté d’aînés prestigieux comme Lomami-Tshibamba, le directeur de la revue qui m’a accueilli comme un frère[réf. nécessaire]». Il devient en même temps pigiste dans les bureaux locaux de l'Agence France-Presse. Comme il est toujours fonctionnaire de l'administration coloniale, il utilise le pseudonyme de Martial Malinda. Ses activités de collaborateur pour le Petit Journal le font remarquer au point qu'après l'indépendance, lorsque l'AFP signe un contrat de succession avec l'Agence congolaise d'information, en 1962, il en devient le rédacteur en chef. Il participe à l'hebdomadaire La Semaine africaine, qui paraît à Brazzaville pendant une longue période.[Quand ?] 
En 1963, il est lauréat du prix de la nouvelle littéraire pour La Chambre noire. À partir de 1969, il consacre une grande partie de son œuvre au théâtre. Musicologue de formation, il devient ministre de l'information et directeur des affaires culturelles et de la radio. Il est également l'auteur d'une étude : Cinquante ans de musique au Congo Zaïre, publié en 1984. Il est décédé le 8 juillet 1995 au Val-de-Grâce en France,.

## Œuvres

### Romans
- 1979 : Rêves portatifs (Lomé : Nouvelles éditions africaines)
- 1982 : Le soleil est parti à M'Pemba (Présence africaine)
- 1987 : Léopolis (Hatier)

### Théâtres
- 1970 : L'enfer, c'est Orféo (ORTF-DAEC)
- 1972 : L'Homme qui tua le crocodile, tragicomédie (Editions CLE)
- 1975 : Une Eau dormante... (Radio-France Internationale)
- 1976 : Tarentelle noire et diable blanc (P. J. Oswald)
- 1979 : Un Foutu monde pour un blanchisseur trop honnête (Editions CLE)
- 1989 : Théâtre (Silex), comprenant :
  - Les éléphantomes
  - La chèvre et le léopard : spectacle réservé aux adultes
  - Le m'bulu-n'konko ne chante qu'une fois
  - L'étrange crime de Monsieur Pancrace Amadeus
- 1995 : Noces posthumes de Santigone (Solignac : le Bruit des autres)

### Autres écrits
- 1984 : Le Dernier des cargonautes (Editions l'Harmattan)
- 1984 : Cinquante ans de musique du Congo-Zaïre, 1920 - 1970 (Présence africaine)

### Préface
Sylvain Bemba préface L'Oseille, les citrons (1975, Editions du jubilé) de Maxime N'Débéka.

## Récompenses
- 1995 : Grand prix littéraire d'Afrique noire  à titre posthume et pour l'ensemble de son œuvre[5].

## Études
- 1995 : Qui êtes-vous Sylvain Bemba? Entretien avec le "doyen" des lettres congolaises (Sépia)
- 1996 : Sylvain Bemba, récits entre folie et pouvoir (Editions l'Harmattan), André Djiffack
- 1997 : Sylvain Bemba, l'écrivain, le journaliste, le musicien, 1934-1995... (Editions l'Harmattan), ouvrage dirigé par André-Patient Bokiba et Mukala Kadima-Nzuji, d'après une Journée d'étude du département de littérature et de civilisations africaines à l'université Marien Ngouabi à Brazzaville en mai 1995.
- 2000 : Lire l'oeuvre de Sylvain Bemba (Editions du CIREF), Ange-Sèverin Malanda